# Исхаков, Маргуб Тимергалиевич
Маргуб Тимергалиевич Исхаков (тат. Мәргуб Тимергали улы Исхаков; кит. 马尔果夫·伊斯哈科夫; 13 марта 1923 года — 1992 год) — китайский государственный, военный и политический деятель. Занимал несколько важных должностей в армиях Второй Восточно-Туркестанской республики и Китайской Народной Республики.

## Биография
Исхаков родился в семье татар-мусульман в китайском городе Кульджа в 1923 году. Будучи коммунистом, Исхаков был заключен в тюрьму на два года при режиме Шэн Шицая, после чего присоединился к Илийскому восстанию в качестве политического комиссара. В 1945 году назначен начальником штаба Илийской национальной армии Второй Восточно-Туркестанской республики. После присоединения Синьцзяна к Китайской Народной Республике в 1949 году Исхаков вступил в Коммунистическую партию Китая и принял комиссию в Народно-освободительной армии (НОАК). В конце концов он был назначен начальником штаба Синьцзянского военного округа и в 1955 году стал самым молодым генералом в НОАК.
В 1956 году начался советско-китайский раскол, и в этот период политических споров многие татары и этнические мусульмане в Синьцзяне, включая Исхакова, встали на сторону Советского Союза и получили советское гражданство. Однако переселение Исхакова в Советский Союз было оформлено на законных основаниях и с небольшими политическими последствиями, что привело к его мирной иммиграции в Казахскую ССР в 1962 году.
Умер в 1992 году в Алма-Ате.